# Jaskinia (film)
Jaskinia (ang. The Cave) – amerykańsko-niemiecki horror z 2005 roku w reżyserii Bruce’a Hunta. Wyprodukowany przez Screen Gems.

## Opis fabuły
Grupa grotołazów z USA – Jack (Cole Hauser), jego brat Tyler (Eddie Cibrian) i ich towarzysze, piękna alpinistka Charlie (Piper Perabo), zwiadowca Briggs, specjalista od survivalu Top, oraz ekspert od sonaru Strode  – wyruszają w rumuńskie Karpaty, gdzie 30 lat temu zaginęła ekipa speleologów, która badała tamtejszą sieć jaskiń. Amerykanie chcą wyjaśnić, co się z nimi stało. Po wejściu do groty odkrywają, że żyje tam nieznany gatunek stworzeń.

## Obsada
- Eddie Cibrian jako Tyler McAllister
- Morris Chestnut jako Top Buchanan
- Daniel Dae Kim jako Alex Kim
- Cole Hauser jako Jack McAllister
- Lena Headey jako Kathryn Jannings
- Marcel Iureș jako doktor Nicolai
- Rick Ravanello jako Briggs
- Piper Perabo jako Charlie
- Kieran Darcy-Smith jako Strode
- Vlad Radescu jako doktor Bacovia